# Christian Zölzer
Christian Friedrich Ludwig Zölzer (* 27. Juni 1862 in Welleringhausen; † 21. September 1925 ebenda) war ein deutscher Gutsbesitzer und Politiker (DNVP).
Zölzer war der Sohn des Landwirts und Bürgermeisters Johann Friedrich Zölzer (1839–1894) und dessen Ehefrau Karoline, geborene Kahlhöfer. Er heiratete am 24. Dezember 1887 in Neerdar Marie Karoline Friederike Wilhelmie Kahlhöfer (1863–1917) aus Bömighausen. Zölzer war Gutsbesitzer in Welleringhausen.
Von 1905 bis 1919 war er Abgeordneter im Landtag des Fürstentums Waldeck-Pyrmont. Er wurde im Wahlkreis Kreis des Eisenbergs gewählt. Nach der Novemberrevolution trat er der DNVP bei. In den Jahren 1919 bis 1922 war er für die DNVP Abgeordneter in der Verfassungsgebenden Waldeck-Pyrmonter Landsvertretung.